# Central Seven
Central Seven  ist das Pseudonym des niederländischen DJs Michel Diederiks (* 8. Juli 1967). Von 1996 bis etwa 2001 war Central Seven eine niederländische DJ-Formation, die 1996 von Diederiks, M.A.S. de Vries und Marcel Theunissen gegründet wurde. Sie wurden der elektronischen Tanzmusik zugerechnet und hatten ihre größten Erfolge Ende der 1990er Jahre. Die Gruppe trennte sich 2001.

## Karriere
Michael Diederiks begann im Alter von 17 Jahren seine Karriere als Diskjockey. Anfang der 1990er produzierte er verschiedene Songs für die Thunderdome-Sampler. Mitte der 1990er-Jahre gründete er die Dancefloor-Gruppe Wonderland, mit der er einen Top-50-Hit in den niederländischen Top 100 hatte. 1993 zog Diederiks nach Deutschland, wo er neun Jahre im The Pleasuredome in Oppenwehe auflegte, bis er 2002 ins Bambu in Neustadt in Holstein wechselte.
1996  tat er sich mit M.A.S. de Vries und Marcel Theunissen zusammen, die unter dem Namen Central Seven die erste Single The Opera veröffentlichten. Die einzige Platzierung erreichten sie in den deutschen Charts im Juli 1999, als die Single Missing Platz 71 erreichen konnte. 2001 trennte sich die Gruppe und de Vries und Theunissen formten das eigene Projekt DJ C7, während Diederiks den Namen Central Seven allein weiternutzte.
Diederiks ist zudem gemeinsam mit Dirk Waldt Gründer des Plattenlabels Andorfine Records, mit dem er auch gemeinsam als Crew 7 auftritt. Er war bzw. ist Mitglied in verschiedenen weiterer Musikformationen, zum Beispiel Cuba Club, und ist auch als Remixer tätig, unter anderem für DJ BoBo und Twenty 4 Seven. Er führt heute außerdem das Label Clubb Traxx.

## Diskografie

### Singles
- 1997: The Opera
- 1997: The God of House
- 1998: Error
- 1998: Big Fun
- 1999: Te Quiero
- 1999: Missing
- 2000: Party People
- 2001: Mystery (feat. Khiara)
- 2003: Jumping to da Beat (Solid Solution meets Central Seven)
- 2004: Proper II Men Recovered
- 2006: Neverland
- 2007: If I Were You (feat. Lyck)